# オオニシカオリ
オオニシ カオリは、日本の映像作家、アニメーター。2011年、イギリスの国立UCA芸術大学アニメーション学科を首席で卒業。卒業制作の短編「when I was young…」はアヌシー国際アニメーション映画祭でも上映された。
主に、NHKの音楽番組「みんなのうた」などのアニメーションを制作している。奈良県生まれ。

## 作品一覧

### みんなのうた
- ◆は、5分間1曲枠の楽曲（ロングのうた）。
- 1.ふきとひよこ / 真依子（2013年4月・5月放送）◆
- 2.傘のさせない路地 / 真依子（2017年6月・7月放送）
- 3.こどもこころ / 山崎育三郎（2018年10月・11月放送）